# Château Rouge (album)
Pour les articles homonymes, voir Chateau Rouge.
Albums de Abd al Malik
Dante
(2008) Scarifications
(2015)
Château Rouge est le quatrième album d'Abd al Malik sorti en 2010.

## Liste des titres
1. Valentin
2. Ma Jolie
3. Miss América
4. Mon Amour (avec Wallen)
5. Le Meilleur Des Mondes / Brave New World (avec Primary 1)
6. Dynamo (avec Ezra Koenig)
7. Centre Ville
8. Goodbye Guantanamo
9. Néon (avec Mattéo Falkone)
10. We Are Still Kings
11. Rock The Planet (avec Cocknbullkid)
12. SyndiSKAliste
13. Ground Zéro (Ode To Love) (avec Papa Wemba)
14. Château Rouge
15. Black French Like Me (piste bonus)